# بيير يوجين مينتري
بيير يوجين مينتري (بالفرنسية: Pierre Eugène Ménétrier)‏‏ (7 ديسمبر 1859 - 22 أغسطس 1935) هو مُختص بعلم الأمراض فرنسي من باريس. اشتهر لوصفه اضطرابًا معديًا نادر والذي أصبح اسمه فيما بعد مرض مينيترييه.